# Ethobunus tarsalis
Ethobunus tarsalis is een hooiwagen uit de familie Zalmoxioidae.